# ITV4
ITV4 je britská bezplatná televizní stanice, která zahájila vysílání 1. listopadu 2005. Je vlastněna společností ITV Digital Channels Ltd, divizí ITV plc, a je součástí sítě ITV. Kanál je zaměřený na sport, americké komedie a drama, vysílá ale také klasické akční seriály ze 60. a 70. let.

## Vedlejší kanály

### ITV4 +1
Koncem října 2008 bylo oznámeno, že do konce roku bude spuštěna verze s časovým posunem (+1) ITV4. ITV4 +1 byla spuštěna na obrazovkách dne 1. prosince 2008, na Freesat dne 9. prosince 2008 a na společnosti Virgin Media dne 25. března 2010. Dne 11. ledna 2011 byl kanál ze Sky odstraněn z důvodu spuštění ITV +1, který zabírá prostor v EPG; kanál byl stále k dispozici na Freesat a Virgin.
V současné době je ITV4 +1 vysíláno pouze od 05:00 do 07:00 ráno.

### ITV4 HD
Kanál zahájil vysílání dne 15. listopadu 2010. Než byl dne 14. března 2013 přidán do služby Virgin Media, byl k dispozici prostřednictvím služby Sky. Obsah ITV4 HD s vysokým rozlišením zahrnuje filmy a sportovní akce, jako je například mistrovství Britských cestovních vozů, 2010–11 Ashes Series, Tour de France, Finále hráčů, finále Evropské ligy UEFA a Indické kriketové indické ligy Premier.

## Pořady
- Alias Smith and Jones
- The Avengers
- Ax Men
- Bear Grylls: Mission Survive
- Benidorm
- The Big Fish Off
- Britain's Busiest Motorway
- The Car Chasers
- Car Crash Global
- Cash Cowboys
- The Chase
- Clint Eastwood Movies
- Columbo
- The Darts Show
- Duck Dynasty
- The Dukes of Hazzard
- Fierce
- Fifth Gear
- Velký blázinec v malém hotelu
- Gunsmoke
- Hell on Wheels

## Loga

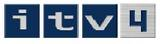
Navrhované ITV4 logo, které nebylo nikdy použito, The logo was in 2004 until 2006.
První ITV4 logo, používané od 1. listopadu 2005 do 13. ledna 2013